# Пакшина, Светлана Михайловна
Светлана Михайловна Пакшина (21 сентября 1936, с. Федоровское, Малинский район, Московской области, СССР — 8 ноября 2023, Москва, Россия) — советский и российский почвовед, доктор биологических наук, профессор (1996). Почетный профессор высшей школы РФ, член РАЕН, участница ликвидации последствий радиационной аварии на ПО «Маяк».

## Биография
Светлана Пакшина родилась 21 сентября 1936 года в селе Федоровское Малинского района Московской области в семье учителя. Отец — Пакшин Михаил Фёдорович, погиб в январе 1943 года при прорыве блокады Ленинграда. Мать — Фоломеева Анна Владимировна, работала председателем колхоза «Новый быт» в селе Федоровском.
В 1959 году Светлана Михайловна Пакшина с отличием закончила Биолого-почвенный факультет МГУ имени М. В. Ломоносова, получив специальность почвоведа-агрохимика.
В 1963 году поступила в аспирантуру Агрофизического НИИ имени А. Ф. Иоффе в Ленинграде.
В 1966 году защитила диссертацию на тему «Некоторые вопросы переноса почвенной влаги при испарении» на соискание ученой степени кандидат сельско-хозяйственных наук.

## Научная деятельность
В 1976 году Светлана Михайловна Пакшина и В. Р. Петухов разработали две модели процесса адсорбции ионов на поверхности корней с перекрытием и без перекрытия ДЭС в пространстве между корнем и почвой. Модели описали не только диффузию ионов, но и диффузию в электростатических полях поверхности корней и почвы.
В 1986 году Светлана Михайловна Пакшина разработала модель переноса влаги и солей в почве, которая в отличие от известных включает не только диффузию и конвекцию, но и миграцию ионов под действием электростатического поля поверхности капилляров почвы. Модель позволила объяснить передвижение влаги и ионов из слоя почвы с меньшей влажностью в слой с большей влажностью при испарении и транспирации растений, расшифровать физический смысл «параметра солеотдачи», введённого в мелиоративную практику членом-корреспондентом АН СССР Волобуевым Владимиром для расчета норм промывок засоленных земель. Численный метод расчета параметра солеотдачи позволяет значительно уменьшить трудозатраты на его определение.
Как пишет о почвоведе писатель и журналист А.Т. Нестик в книге «На русской почве...»:
Её познания были востребованы при изучении проблем поворота северных рек в связи со стремительным обмелением тогда Каспийского моря (кто старше, помнит снимки морских судов, «бросивших якорь» среди солончаков). Потом уровень в Каспии столь же неожиданно начал в 80-х годах подниматься, и проблема отпала. Но в пору тревог к ней были, по словам Светланы Михайловны, подключены силы почти трех десятков институтов. Отчеты от всех сходились в Институте водных проблем СССР, где она тогда работала и где в силу её научной компетенции «пришлось обращать внимание на отрицательные моменты поворота. Обобщенные выводы направлялись затем в Академию наук СССР». Это была серьезная борьба с ошибочными взглядами «поворота северных рек» некоторых ученых и чиновников
В 1990 году в Институте почвоведения и агрохимии СО АН СССР в Новосибирске Светлана Михайловна Пакшина защитила диссертацию на соискание ученой степени доктора биологических наук на тему: «Миграция солей в микропорах почвы». В диссертации были объединены в одну концепцию все ранее разработанные модели переноса влаги и солей в почве. Концепция позволила теоретически обосновать экспериментально полученные В. Р. Волобуевым зависимости выноса солей из почвы от нормы промывки, разработать методику районирования почв по величине промывки, которая была использована в 4 хозяйствах Чарджоусской области Туркменской ССР.
В 1991 году прошла по конкурсу на замещение вакантной должности профессора кафедры почвоведения, агрохимии, сельскохозяйственной радиологии Брянского государственного сельско-хозяйственного института. С 1991 по 2015 учебные годы Светлана Михайловна читала лекции и проводила лабораторные занятия со студентами очной и заочной формы обучения по почвоведению с основами геологии, сельскохозяйственной радиологии, мелиоративному почвоведению, консультировала дипломников и аспирантов.
С 2015 по 2022 учебные годы Светлана Михайловна работала на должности старшего научного сотрудника, проводила теоретический анализ результатов полевых опытов сотрудников БГАУ.
В 2023 году обнаружила ранее неизвестное явление зависимости удельной активности 137Cs от поглощения гамма-излучения. При увеличении доли поглощения γ-излучения транспирирующей влагой уменьшается удельная активность 137Cs в воздушно-сухой массе кормовых культур. При снижении доли поглощенного гамма-излучения имеет место повышение относительной активности 137Cs в воздушно-сухой массе кормовых культур. Для увеличения поглощения гамма-излучения необходимо понизить испаряемость, что возможно при орошении посевов кормовых культур, возделываемых в засушливые годы на радиоактивно загрязненных почвах.
Светлана Михайловна является обладателем 3 патентов:
- «Способ измерения скорости диффузии ионов в почвах»;
- «Способ определения энергии активации десорбции обменных ионов почвы»;
- «Способ экспресс-оценки скорости диффузии инонов в почвах».

## Членство в организациях
- Академик РАЕН (1996);
- Член Академии наук СССР Всесоюзного общества почвоведов (чл. билет № 6213, 1969);
- Член КПСС;
- Член Общества Российских ученых социалистической ориентации (1995);
- КПРФ Ветеран партии (1991).

## Достижения и награды
- Участница ликвидации последствий аварии 1957 года на ПО «Маяк» (Удостоверение №044959 от 23 февраля 1996);
- Почечный работник высшего профессионального образования РФ (Приказ Минобрнауки России от 29 июня 2012 №1068);
- Медаль за добросовестный труд БГСХА (Удостоверение от 09 ноября 2011);
- Медаль «В ознаменование 130-летия со дня рождения И.В. Сталина» от ЦК КПРФ;
- Медаль ЦК КПРФ «50 лет космонавтике»;
- Медаль «Ветеран труда» (Удостоверение №244283, 1990);
- Почетный профессор БГСХА (Приказ №70К от 17 апреля 2009);
- Почетный агрохимик NPK.

## Публикации
Светлана Михайловна Пакшина – автор более 90 научных работ, в том числе двух монографий, 15 статей в журнале «Почвоведение». Около 30 работ издано за рубежом.
Кроме аудиторной работы Светлана Михайловна подготовила 6 учебных пособий по почвоведению, географии, сельскохозяйственной радиологии, геологии, два из которых (Сборник задач по почвоведению, БГСХА, 2010 - 98с. и Атлас минералов и горнах пород, БГСХА, 2012, - 94с.) были допущены УМО вузов РФ по агрономическому образованию в качестве учебного пособия для подготовки студентов, обучающихся по направлению 110400 «Агрономия».
За период работы в БГАУ (1991-2021) изданы книги:
1. С. М. Пакшина, Закономерности движения и распределения солей в почве. М. 1994. - 138с.
2. В. Е. Ториков, С. М. Пакшина, В. В. Ториков. Устойчивость ярового ячменя к стрессовым факторам среды. БГСХА, 2014 - 71с.
3. С. М. Пакшина, Г. П. Малявко, И. Н. Белоус, А. Е. Колыхалина. Теоретические и практические аспекты возделывания озимой ржи в Брянской области. БГСХА, 2015.
4. С. М. Пакшина, Н. М. Белоус. Биовынос цезия-137 из почвы продукцией растениеводства. БГСХА, 2019 - 124с.
5. С. М. Пакшина, Н. М. Белоус «Закономерности биовыноса из почвы элементов питания кормовыми травами». В брошюре показано, что модель переноса солей в почве (1986) пригодна для описания процессов биовыноса ионов из почвы фитомассой культур, и расшифрован параметр биовыноса ионов из почвы.